# Antonio Palesano
Antonio Palesano ist ein italienischer Jazzmusiker. Der Multiinstrumentalist spielt außer Klavier, Orgel und Synthesizer auch Trompete.
Palesano studierte klassische Trompete bei Helmut Hubov in Konstanz. Zwischen 1993 und 2001 war er als Trompeter Mitglied des Deutsch-französischen Jazz-Ensembles unter der Leitung von Albert Mangelsdorff und Jean-Rémy Guédon. Er arbeitete als Sideman u. a. mit Simon Stockhausen, Keith Tippett und Massimo Rubani. Seit 2000 ist er Mitglied des Christian-Weidner-Trio und nahm mit dieser Formation 2004 das Album Choral auf. 2001 spielte er auf Sandra Weckerts CD Way Out East mit Rudi Mahall, Oli Bott und Johannes Fink. Unter Maurice de Martin war er 2002 an der Aufnahme von dessen Suite Transylvaniana (mit Mircea Tiberian, Kalle Kalima, Ulli Bartel, Ben Abarbanel-Wolff, Iven Hausmann, Gunnar Geisse, Tadeusz Sudnik, Antonis Anissegos und Oliver Potratz) beteiligt.
Daneben wirkt Palesano auch als Livemusiker und Komponist bei Theaterprojektion sowie als Komponist und Arrangeur für Gruppen wie das Big Bazar Orchestra und trat (u. a. beim 8. Internationales Festival für Stummfilm und Musik) als Stummfilmbegleiter auf.

## Diskographie
- Maurice de Martin, Berlin Jazz Composers Ensemble: Transylvaniana (Chaos 2002)
- Christian-Weidner-Trio Choral (Pirouet Records 2004)